# Melville (otok)
Otok Melville (fra. Île Melville) je nenaseljeni otok, pripada otocima kraljice Elizabete, dijelu Kanadskog arktičkog otočja s površinom od 42.149 km². To je 33. najveći otok na svijetu i osmi najveći kanadski otok.
Planine na otoku Melville, neke od najvećih u zapadnom kanadskom Arktiku, dosežu visinu od 750 m. Postoje dvije subnacionalne pene-eksklave koje leže zapadno od 110 meridijana i čine dio sjeverozapadnih teritorija. Do njih se može doći samo kopnom iz Nunavuta ili brodom sa sjeverozapadnih teritorija.
Otok Melville dijele Sjeverozapadni teritorij, koji je odgovoran za zapadnu polovicu otoka, i Nunavut, koji je odgovoran za istočnu polovicu. Granica ide 110. zapadnim meridijanom.

## Geografija
Otok ima malo ili nimalo vegetacije. Tamo gdje postoji kontinuirana vegetacija, obično se sastoji od humaka mahovina, lišajeva, trava i šaša. Jedina drvenasta vrsta, patuljasta vrba, raste kao gusta uvrnuta prostirka koja puzi po tlu.
Postoji raznolika životinjska populacija: polarni medvjed, peary caribou (Rangifer tarandus pearyi), mošusno govedo (Ovibos moschatus), sjeverni leming sa ovratnikom (Dicrostonyx groenlandicus), polarni vuk, arktička lisica,  arktički zec (Lepus arcticus) i hermelin. Ekspedicija sa Sveučilišta Alberta koja je 2003. primijetila grizlija i tragove grizlija predstavlja najsjevernija izvješća o medvjedima ikada zabilježena.
Otok Melville jedno je od dva glavna uzgajališta branta guske. Analiza DNK i terenska opažanja sugeriraju da se ove ptice mogu razlikovati od ostalih vrsta branta guski. Brojeći od 4.000 do 8.000 ptica, ovo bi mogla biti jedna od najrjeđih gusaka na svijetu.

## Povijest
Prvi zabilježeni Europljanin koji je došao na otok Melville bio je britanski istraživač Sir William Parry 1819. godine. Zbog smrzavanja mora bio je prisiljen provesti zimu u onome što se danas zove "Zimska luka" do 1. kolovoza 1820. godine.
Otok je dobio ime po Robertu Dundasu, 2. vikontu Melville-a, koji je u to vrijeme bio prvi morski gospodar. U potrazi za Franklinovom izgubljenom ekspedicijom, Abraham Bradford je 1851. istražio njegovu istočnu obalu sve do Bradford Pointa, dok su njezinu sjevernu i zapadnu obalu 1853. istražili Francis Leopold McClintock, Richard Vesey Hamilton i George Henry Richards.
Dana 30. siječnja 1920. godine, The Pioche Record izvijestio je da je islandski istraživač Vilhjalmur Stefansson otkrio izgubljeni spremnik iz McClintockove ekspedicije 1853. na otok Melville. Odjeća i hrana iz skrovišta bili su u izvrsnom stanju unatoč teškim arktičkim uvjetima.
Godine 1930., velika stijena od pješčenjaka koja je označavala Parryjevo mjesto zimovanja iz 1819. u Winter Harbouru, otprilike 5,5 metara duljine i 3 m visine, proglašena je nacionalnim povijesnim mjestom Kanade.

## Zalihe fosilnih goriva
Melville se pojavio kao kandidat za ležišta prirodnog plina. Vjeruje se da se na otoku još od prve polovice 20. stoljeća nalaze nalazišta ugljena i naftnih škriljevaca. Prva istražna bušotina kanadskog arktičkog otoka iskopana je 1961. u Winter Harbouru.
Probušili su slojeve donjeg paleozoika do ukupne dubine od 3.823 metara. Sedamdesetih godina prošlog stoljeća pokazalo se da sjeverni dio otoka na istočnoj strani poluotoka Sabine sadrži veliko plinsko polje, poznato kao Drake Point.

## Daljnja literatura
- Arctic Pilot Project (Canada), Environmental Statement: Melville Island Components, Calgary: Arctic Pilot Project, 1979
- Barnett, D.; et al. Terrain Characterization and Evaluation An Example from Eastern Melville Island, Paper (Geological Survey of Canada), 76–23, Ottawa: Energy, Mines and Resources Canada, 1977, ISBN 0-660-00812-2
- Buchanan, R.; et al. Survey of the Marine Environment of Bridport Inlet, Melville Island, Calgary: Pallister Resource Management Ltd, 1980
- Christie, R.; et al. eds. The Geology of Melville Island, Arctic Canada, Ottawa: Geological Survey of Canada, 1994, ISBN 0-660-14982-6
- Spector, A.; et al. A Gravity Survey of the Melville Island Ice Caps, Canada Dominion Observatory Contributions, 07:7, 1967
- Hodgson, D. Quaternary Geology of Western Melville Island, Northwest Territories, Ottawa: Geological Survey of Canada, 1992, ISBN 0-660-13809-3
- Hotzel, C. Terrain Disturbance on the Christopher Formation, Melville Island, NWT, Ottawa: Carleton University, Dept. of Geography, 1973
- McGregor, D.; et al. Middle Devonian Miospores from the Cape De Bray, Weatherall, and Hecla Bay Formations of Northeastern Melville Island, Canadian Arctic, Ottawa: Energy, Mines and Resources Canada, 1982, ISBN 0-660-11084-9
- Shea, I.; et al. Deadman's Melville Island & Its Burial Ground, Tantallon: Glen Margaret Pub, 2005, ISBN 0-920427-68-5
- Shearer, D. Modern and Early Holocene Arctic Deltas, Melville Island, N.W.T., Canada, s.l.: s.n., 1974
- Steen, O.; et al. Landscape Survey Eastern Melville Island, N.W.T, Calgary: R.M. Hardy & Associates, 1978
- Thomas, D.; et al. Range types and their relative use by Peary caribou and muskoxen on Melville Island, NWT, Edmonton: Environment Canada, Canadian Wildlife Service, 1999
- Trettin, H.; et al. Lower Triassic Tar Sands of Northwestern Melville Island, Arctic Archipelago, Ottawa: Dept. of Energy, Mines and Resources, 1966

## Vanjske poveznice
- Otok Melville u Atlasu Kanade - Toporama; Prirodni resursi Kanade
- Salt Dome "Krateri" na otoku Melville u NASA Earth Observatory
- Environment Canada Terenski projekti: guske i labudovi